# Distrito de Santa Cruz de Andamarca
El distrito de Santa Cruz de Andamarca es uno de los doce que conforman la provincia de Huaral, ubicada en el departamento de Lima, en el Perú. Está dentro de la circunscripción del Gobierno Regional de Lima.
Dentro de la división eclesiástica de la Iglesia Católica del Perú, pertenece a la diócesis de Huacho

## Historia
Su fundación se remonta al año 1960.
El distrito fue creado como parte de la Provincia de Canta, mediante Ley N.º 15468 del 19 de marzo de 1965, en el primer gobierno de Fernando Belaúnde Terry. El 11 de mayo de 1976 mediante Ley N.º 21488 de creación de la Provincia de Huaral, suscrita por el presidente Francisco Morales Bermúdez, pasó a formar parte de la provincia recién creada.

## Capital
Su capital es la villa de Santa Cruz de Andamarca. La capital del distrito se sitúa a 4 horas de camino vial desde la ciudad de Huaral, a la margen izquierda del río Chancay.

## Ubicación y descripción
El distrito tiene una superficie de 2 1692 has. La Carretera se divide en varios ramales a la izquierda Ravira y Pacaraos, a la derecha Santa Catalina, Chauca, Santa Cruz y siguiendo por la troncal llega hasta Vichaycocha. Bordeando los cerros, cuesta arriba Santa Cruz se sitúa a 3.520 metros sobre el nivel del mar.

## División administrativa

### Centros poblados
- Urbanos
  - Villa Santa Cruz de Andamarca, con 233 viviendas a 3522 m s. n. m.
  - Caserío de San José de Chauca , con 206 viviendas a 3555 m s. n. m.
  - Caserío de Santa Catalina, con 99 viviendas a 3328 m s. n. m.
  - Campamento minero Santander, con 359 viviendas a 4711 m s. n. m.

- Rurales
  - Collpa
  - Sangos
  - Tingo
  - Shaly
  - Pampa Mayo
  - San Juan de Chauca
  - Callapa
  - Chuchura Baños

### Comunidades campesinas
- Santa Cruz: 9.257 has.
- Chauca: 6.073 has.
- Santa Catalina: 4.603 has

## Autoridades

### Municipales
- 2015 - 2018[2]
  - Alcalde: Ramiro Luis Fernández Soto,  Partido Alianza para el Progreso (APP).
  - Regidores: Luis Alberto Félix Paez (APP), Herminio Migdonio Uribe Liceta (APP), Jhony Esther Paez Joaquin (APP), Melina Dagny Delgadillo Figueroa (APP), Hugo Aníbal Delgadillo Meza (Concertación para el Desarrollo Regional).
- 2011 - 2014[3][4]
  - Alcalde: Juan Pablo Requena Rojas, del Movimiento Concertación para el Desarrollo Regional.
  - Regidores: Wiliam Valentin Paez Paez (Concertación para el Desarrollo Regional), Henry Nelson Carmelo Malqui (Concertación para el Desarrollo Regional), Sharon Cano Garay (Concertación para el Desarrollo Regional), Ayde Solano Meza (Concertación para el Desarrollo Regional), Hector Rubén Romero Bonifaz (Fuerza Regional).
- 2007 - 2010
  - Alcalde: Juan Pablo Requena Rojas

### Policiales
- Comisaría de Huaral
  - Comisario: Cmdte. PNP. Oswaldo Freddy Echevarria López.[5]

### Religiosas
- Diócesis de Huacho[6]
  - Obispo de Huacho: Mons. Antonio Santarsiero Rosa, OSI.
- Parroquia[7]
  - Párroco: Pbro. .

## Turismo
- Restos Arqueológicos de Carihuain

Etimológicamente provendría de los vocablos quechuas Cari que significa varón y Huain casa, es decir Carihuain sería la casa del varón. Se encuentra a solo una hora de camino desde el pueblo de Santa Catalina donde se aprecian las construcciones antiguas que habrían pertenecido al periodo intermedio-tardío. Según investigadores se presume que fueron centros de administración integrando parte del reyno de los Atavillos.
- Restos arqueológicos de Araro

Además de restos arqueológicos hay unas pinturas rupestres en las laderas del cerro.
- Restos arqueológicos de Jayun

Los restos arqueológicos de Jayun se encuentran ubicados a dos kilómetros del pueblo de Santa Cruz de Andamarca. Son también conocidos con los nombres de Gallun o Gayun.
- Santa Catalina:

Santa Catalina es un anexo del distrito de Santa Cruz de Andamarca. Es un pueblo con historia y su fundación data desde el año 1620 durante el Virreinato de Juan Cadarcio.
La iglesia fue construida el año 1721 según una escritura en una piedra rectangular dice ( HENERO 1721). Se cuenta que antes había sido una capilla o una pequeña Iglesia para pocos concurrentes, ya que los españoles cuando llegaban a un pueblo construían para catequizar. Cuentan que la arquitectura de la construcción de los altares data del siglo XVIII y tiene un estilo Colonial.
- Los Baños de Collpac

Ubicados a 3000 m s. n. m., según el propio sabio Antonio Raimondi en su libro Mi Perú los baños termales de Collpac están calificados como unos de los mejores en el mundo.
Al margen de contener hierro entre los minerales propios de las aguas que emanan de las entrañas de la tierra, contienen también un valioso elemento digestivo en grandes proporciones: el litio, como complemento del anhídrido sulfúrico.
Los Baños termales cuentan con varios ambientes cerrados y una piscina al aire libre. Las pozas de Hidroterapia son abastecidas por manantiales subterráneos de aguas termales que se administran al usuario en modo totalmente natural sin ningún tipo de mezcla y a una temperatura que oscila entre los 35° y 40°. En cuanto a la piscina su temperatura varía de los 16° a 20° (al aire libre).
- Laguna de Huantush

## Festividades
- Señor de los Milagros